# Jeerachai Ladadok
Jeerachai Ladadok (thailändisch จีราชัย ละดาดก, * 21. April 1992) ist ein thailändischer Fußballspieler.

## Karriere
Jeerachai Ladadok spielte bis 2015 beim Chachoengsao Hi-Tek FC. Der Verein aus Chachoengsao spielte in der dritten Liga des Landes, der Regional League Division 2. 2016 wechselte er zum Erstligisten Super Power Samut Prakan FC nach Samut Prakan. Hier absolvierte er in der Hinserie neun Spiele in der Thai Premier League. Nach der Hinserie unterschrieb er einen Vertrag beim Ligakonkurrenten Sukhothai FC in Sukhothai. Die komplette Saison 2017, die Rückserie 2018 sowie die Rückserie 2019 wurde er an den Zweitligisten Lampang FC aus Lampang ausgeliehen. Nach Vertragsende in Sukhothai wurde er 2020 von Lampang fest verpflichtet. Zu Beginn der Saison 2021/22 wechselte er zum Zweitligaaufsteiger Lamphun Warrior FC. Am Ende der Saison feierte er mit dem Verein aus Lamphun die Meisterschaft der zweiten Liga und den Aufstieg in die erste Liga. Nach dem Aufstieg verließ er Lamphung und schloss sich dem Drittligisten Phitsanulok FC an. Mit dem Verein aus Phitsanulok spielt er in der Northern Region der Liga. Am Ende der Saison 2022/23 wurde er mit dem Verein Meister der Region. In den Aufstiegsspielen zur zweiten Liga konnte man sich jedoch nicht durchsetzen. Nach 53 Ligaspielen, in denen er sechs Treffer erzielte, wechselte er im August 2025 zu dem ebenfalls in der Northern Region spielenden Chattrakan City FC.

## Erfolge
Lamphun Warriors FC
- Thai League 2: 2021/22  ▲

Phitsanulok FC
- Thai League 3 – North: 2022/23